# Plano Quadrienal
O Plano Quadrienal (em alemão:Vierjahresplan) foi um conjunto de reformas económicas realizadas a partir de 1936, na  Alemanha Nazista, sob a coordenação do Ministro da Economia, Hermann Göring, que também foi o principal responsável pela formulação do documento. O Plano foi apresentado ao Reichstag em 1936, e sua execução foi iniciada já em outubro do mesmo ano.
As diretrizes básicas do Plano eram promover o investimento militar indireto e alcançar a máxima autossuficiência possível, de modo que a Alemanha se  tornasse uma economia autárquica (ou quase isso), especialmente no tocante a matérias-primas, em  quatro anos (1936–1940). Para tanto, o Plano preconizava o incremento da produção de fibras sintéticas (para substituir matérias-primas importadas), a execução de grandes obras públicas (a cargo da OT, de Fritz Todt), o  aumento da produção automobilística e a expansão do sistema de autoestradas. Ao mesmo tempo, previa o reforço das defesas militares do Reich, a despeito das restrições impostas à Alemanha pelo Tratado de Versalhes, após a derrota do país na Primeira Guerra Mundial.

## Prioridades
- Aumento da produção agrícola.
- Requalificação da mão de obra em setores-chave
- Regulação estatal das importações e exportações
- Autossuficiência na produção de matérias-primas

### Principais propostas do Plano
- Intervenção direta do Estado nas indústrias estratégicas (dirigismo)
- Corte das importações
- Cartelização da indústria
- Pleno emprego da mão de obra
- Aumento dos gastos militares, que passaram de 35% do total, em  1935, para 58% em 1939
- Realização de grandes obras públicas, a  exemplo da rede de autoestradas
- Revisão do uso dos bônus Mefo, inventados em 1934, por Hjalmar Schacht